# Ștefan Hajdu
Ștefan Hajdu, Étienne Hajdú, născut István Hajdú (n. 12 august 1907, Turda – d. 24 martie 1996, Bourg-la-Reine  Paris), a fost un sculptor francez de origine ungaro-evreiască din Transilvania.
Într-un parc din Piața 1 Decembrie 1918 din Turda este expusă o placă comemorativă dedicată turdeanului Ștefan-Étienne Hajdu, executată de sculptorul turdean Suba Laszlo.

## Date biografice
Între 1923 și 1925 a studiat arta decorativă la Școala Tehnică de Artă Decorativă Ujpest din Budapesta, în 1926 la Școala de Artă Decorativă din Viena, iar în anul 1927 s-a stabilit la Paris, devenind, timp de 6 luni, elevul lui Antoine Bourdelle, la Académie de la Grande Chaumière apoi al lui Niclausse, la Școala de Artă Decorativă, până în 1929, când descoperă de arta lui Fernand Léger. În 1930 intă în grupul lui Vieira da Silva și Árpád Szenes, iar după anul 1934 se dedică curentului abstracționist.
Naturalizat francez, își satisface serviciul militar în 1931 și 1932, pentru ca în 1935 să călătorească în Olanda, în 1937 în Grecia și Creta. Urmează cursurile de biologie ținute de Marcel Prenant la Universitatea Muncitorească (Université ouvrière)
Étienne Hajdu expune în 1939 împreună cu Vieira da Silva și Árpád Szenes la galeria Jeanne Bucher, care continuă să îi expună lucrările și în anii următori (1946, 1948, 1952, 1957). Mobilizat din cauza războiului, apoi demobilizat, lucrează la o uzină de aluminiu de lângă Tarascon, apoi la o fabrică de marmură din Bagnères-de-Bigorre. În 1947 predă sculptura la atelierul lui Fernand Léger. În 1950 își construiește o casă-atelier la Bagneux.
Elemente abstracte apar în arta sa din anii 1932-1934, dar abia după 1950 își creează un stil propriu. Hajdu a realizat sculpturi, basoreliefuri, altoreliefuri din lemn, marmură, onix, bronz și plumb, aluminiu și cupru, dar și "ștampile" ("estampilles", cum le numea el) pe hârtie.
La el vom găsi din plin filiațiunea brâncușiană, aspirația către puritatea formei, arta de a reda viața organică a materiei și a o transfigura, inteligența tactilă, elanul inimii și preferința pentru liniile curbe, pentru planurile ondulate, pentru ritmurile lente și lumina care dezvăluie forma și se preface, prin subtile tranziții, în umbră.

## Galerie de imagini

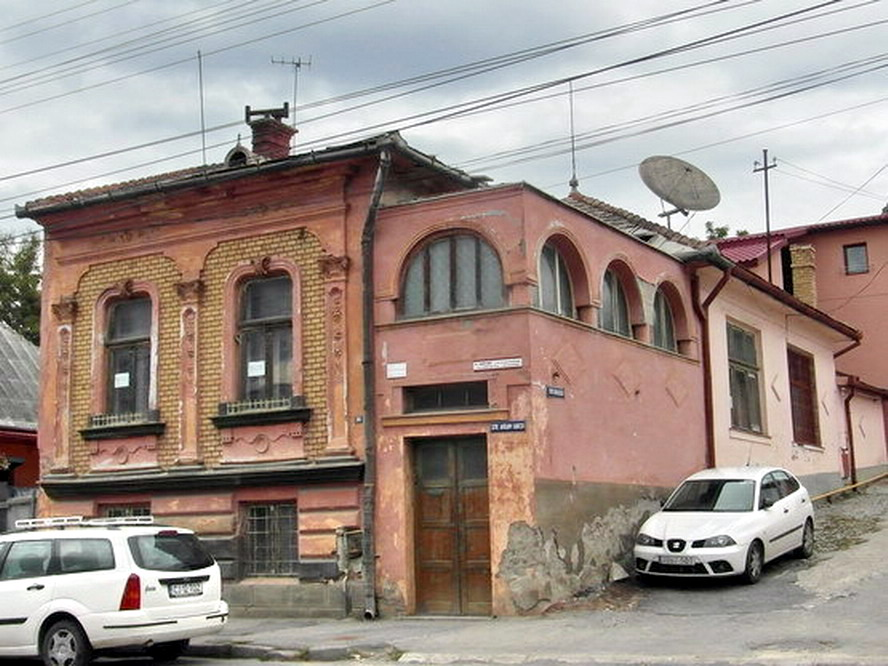
Casa din Turda în care a trăit Étienne Hajdu (str.Avram Iancu nr.36)
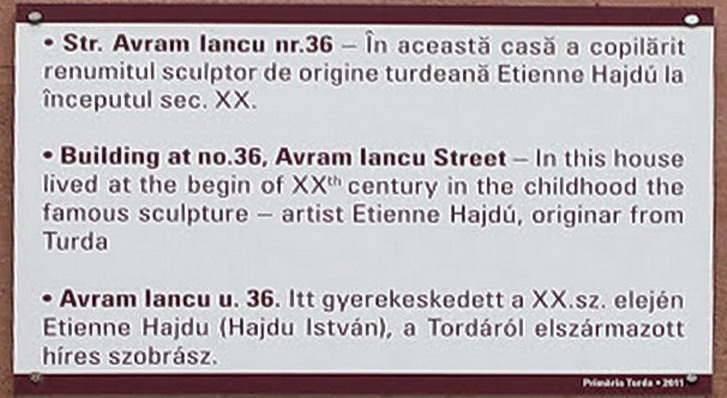
Panou informativ pe casa din Turda în care a trăit Ştefan-Étienne Hajdu (str.Avram Iancu nr.36)
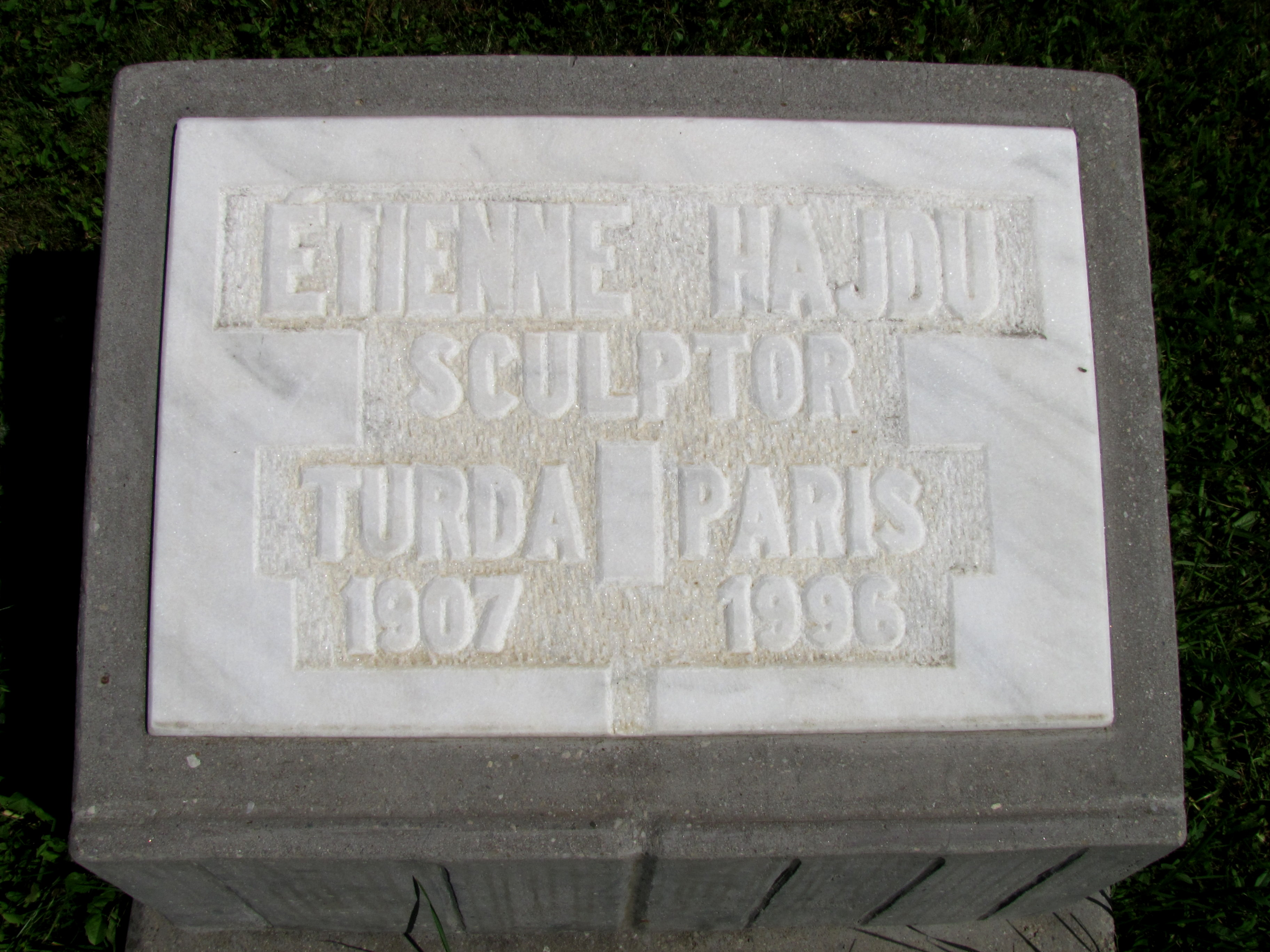
Placă comemorativă dedicată lui Ștefan-Étienne Hajdu (Piața 1 Decembrie 1918 Turda)
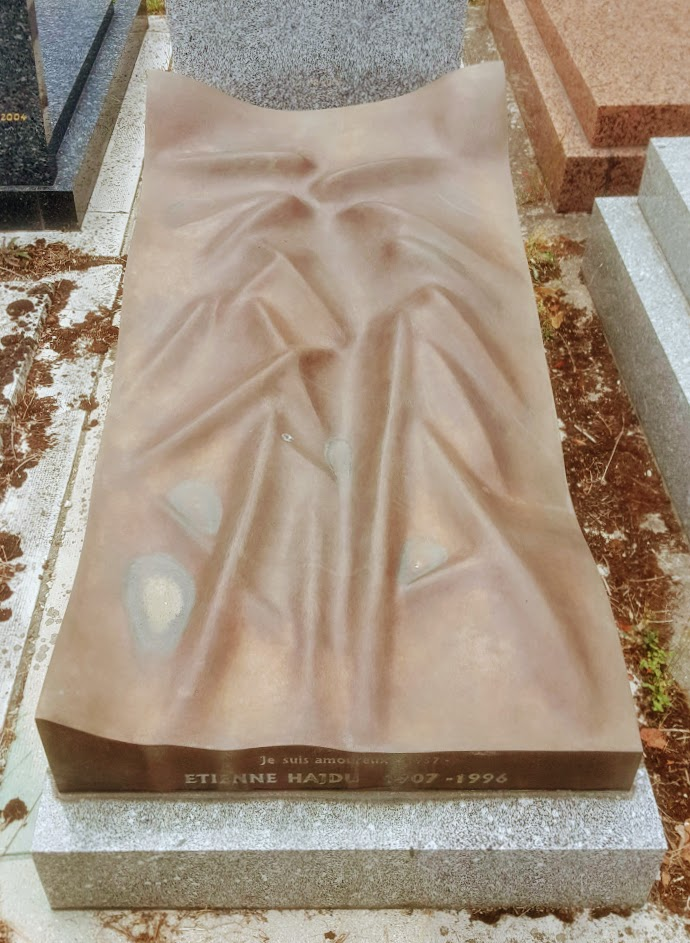
Mormȃntul lui Étienne Hajdu din cimitirul parizian Thiais